# Clusiella elegans
Classification APG III (2009)
Espèce
Clusiella elegans est une espèce de plantes à fleurs de la famille des Calophyllaceae originaires des régions tropicales d'Amérique.
C'est l'espèce type de son genre. Un isotype a été déposé par Planchon et Triana à l'Université de Montpellier et provient de Nueva Granada dans le nord de la Colombie (trouvé dans une forêt à 2000 mètres d'altitude).

## Publication originale
- Planchon & Triana, 1860. Ann. Sci. Nat. Bot. Sér. 4. 14: 254.